# 478
El 478 (DCLXXVIII) fou un any comú començat en diumenge del calendari julià.

## Esdeveniments
- Primer document en xinès sobre el rei del Japó.[1]
- Els ostrogots Teodoric Estrabó i Teodoric el Gran s'afronten als afores de Constantinoble[2]
- Fi de la Dinastia Liu Song a la Xina.[3]

## Naixements
- Narses, general i home d'estat de l'Imperi Romà d'Orient[4]